# Municipio de Rushville (Dakota del Norte)
El municipio de Rushville (en inglés: Rushville Township) es un municipio ubicado en el condado de Ward en el estado estadounidense de Dakota del Norte. En el año 2010 tenía una población de 81 habitantes y una densidad poblacional de 0,87 personas por km².

## Geografía
El municipio de Rushville se encuentra ubicado en las coordenadas 47°53′14″N 101°17′35″O / 47.88722, -101.29306. Según la Oficina del Censo de los Estados Unidos, el municipio tiene una superficie total de 92.88 km², de la cual 91,18 km² corresponden a tierra firme y (1,83 %) 1,7 km² es agua.

## Demografía
Según el censo de 2010, había 81 personas residiendo en el municipio de Rushville. La densidad de población era de 0,87 hab./km². De los 81 habitantes, el municipio de Rushville estaba compuesto por el 97,53 % blancos, el 1,23 % eran isleños del Pacífico y el 1,23 % eran de una mezcla de razas. Del total de la población el 0 % eran hispanos o latinos de cualquier raza.